# Rudolf Koch-Riehl
Rudolf Koch-Riehl (* 22. November 1900 in Bremen; † 2. September 1956 in Bonn) war ein deutscher Schauspieler, Regisseur und Hörspielsprecher.

## Leben
Rudolf Koch-Riehl sammelte erste Bühnenerfahrungen am Schauspielhaus in Bremen. Ab 1924 hatte er Engagements an verschiedenen Theatern in Berlin. Von 1933 bis 1944 war er zudem Mitdirektor und Regisseur am Theater am Schiffbauerdamm. So sind dort und auch im Lessingtheater in den 1930er Jahren einige Inszenierungen von Lustspielen zu verzeichnen. Nach 1945 folgten Gastspiele unter anderem wiederum an das Schauspielhaus in Bremen.
In den 1930er und 1940er Jahren wirkte Rudolf Koch-Riehl in verschiedenen Filmproduktionen mit. Darunter befand sich 1941 der nationalsozialistische Propagandafilm Jungens, der heute als Vorbehaltsfilm nur unter strengen Voraussetzungen aufgeführt werden kann. Er spielte aber auch in Unterhaltungsfilmen wie 1938 Sergeant Berry von Herbert Selpin mit Hans Albers, Edwin Jürgensen und Alexander Golling und 1944 Große Freiheit Nr. 7 von Helmut Käutner mit Hans Albers, Ilse Werner und Hans Söhnker.
Zudem arbeitete Rudolf Koch-Riehl auch als Hörspielsprecher. So konnte man ihn im Jahr 1952 in einer Hörspieladaption von Stefan Zweigs Schachnovelle in der Regie von Ludwig Cremer hören.
Rudolf Koch-Riehl heiratete die Schriftstellerin Magda Koch-Riehl, die unter dem Pseudonym Ada Halenza Bekanntheit erlangte.

## Filmografie (Auswahl)
- 1934: Ich sing mich in Dein Herz hinein
- 1936: Der müde Theodor
- 1937: Heimweh
- 1938: Schüsse in Kabine 7
- 1938: Der Haustyrann
- 1938: Weltstraße See – Welthafen Hamburg (Dokumentarfilm mit Spielhandlung)
- 1938: Sergeant Berry
- 1939: Rheinische Brautfahrt
- 1941: Jungens
- 1944: Der Mann, dem man den Namen stahl
- 1944: Große Freiheit Nr. 7

## Hörspiele (Auswahl)
- 1952: Die Nase – Regie: Gert Westphal
- 1952: Schach – Regie: Ludwig Cremer
- 1952: Kleider ohne Leute – Regie: Gert Westphal